# Pehuajó (partido)
Pehuajó (Partido de Pehuajó) is een partido in de Argentijnse provincie Buenos Aires. Het bestuurlijke gebied telt 38.197 inwoners. Tussen 1991 en 2001 steeg het inwoneraantal met 0,65 %.

## Plaatsen in partido Pehuajó
- Abel
- Alagón
- Albariño
- Ancón
- Asturias
- Capitán Castro
- Chiclana
- El Recado
- Francisco Madero
- Girondo
- Gnecco
- Inocencio Sosa
- Juan José Paso
- La Cotorra
- Larramendy
- Las Juanitas
- Magdala
- Mones Cazón
- Nueva Plata
- Pedro Gamen
- Pehuajó
- San Bernardo de Pehuajó